# Сакіс Рувас
Са́кіс Ру́вас (грец. Σάκης Ρουβάς), повне ім'я Анастасіос Рувас (*5 січня 1972, Мандукіон, Керкіра, Греція) — грецький співак, кіноактор. У минулому професійний спортсмен, член національної збірної Греції зі стрибків з жердиною.

## Біографія

### Дитинство
Народився на острові Корфу в родині Костаса Руваса та Анни-Марії Панарету, має молодшого брата Толіса. Батько працював водієм, мати — в Duty-Free місцевого аеропорту. У 10 років взяв участь в театральній постановці «Якщо б шахраї були людьми», багато виступав у місцевих театрах Корфу. Пізніше навчився грати на гітарі, захоплювався іноземною музикою. 1984 р. його батьки розлучилися, а Сакіс із братом змушений був переїхати в іншу частину острова, де жили батьки його батька: бабуся Ельпінікі і дід Анастасіос (на його честь і був названий Сакіс). Батько незабаром знову одружився. Сакіс був змушений піти працювати, щоб допомогти новій родині батька.
Займався спортом, у віці 15 років потрапив у Грецькому національну збірну зі стрибків з жердиною. В цей час кумиром для Сакіса був Сергій Бубка. Йому вдалось вибороти кілька перемог у загальногрецьких змаганнях, найбільша висота, яку взяв Рувас — 4.17 м. Проте попри успішний початок спортивної кар'єри, вирішив присвятити себе музиці. Виступав з хітами Елвіса Преслі та The Beatles перед однокласниками. Закінчивши навчання, працював у готелях та нічних клубах музичним виконавцем, у 17 років один переїхав у Патри.

### Музична кар'єра

#### 1991−1993: Перші альбоми
Перший раз Сакіс виступив як музикант та співак у 1991 році в афінському Show Center. Тоді його і «відкрила» звукозаписна компанія PolyGram і запропонувала контракт на запис пісень. Вже через кілька місяців Сакіс Рувас дебютував на конкурсі «Thessaloniki Song Festival», однак поступився одним балом іншому на той початківцю Йоргосу Алкеосу. Приблизно в той самий час вийшов дебютний альбом «Σάκης Ρουβάς», який посів перше місце у грецькому чарті. Наступні сингли теж стали дуже популярні. Другий альбом «Μην Aντιστέκεσαι», випущений у вересні 1992 року, теж став популярним, а сам Рувас здобував все більшу популярність. У листопаді 1993 року вийшов третій альбом «Για Σένα», який став золотим.

#### 1993−2000: Подальший успіх
Взимку 1994 року у співпраці з Нікосом Карвеласом та Наталією Герману Рувас записав четвертий альбом «Αίμα, Δάκρυα & Ιδρώτας», який пізніше став платиновим. Проте Сакіс був призваний на службу в армію. Після вимушеної перерви 1996 року він випустив новий альбом «Τώρα Αρχίζουν Τα Δύσκολα», який став золотим. Він знову співпрацює з Нікосом і Наталією, а пізніше в одному з нічних клубів виступає з Анною Віссі. 1997 року з нею співак записує пісню «Se Thelo, Me Thelis» для її нового альбому «Τραύμα».
19 травня 1997 року Сакіс взяв участь в акції за мир та возз'єднання, виступивши разом з турецьким поп-виконавцем Бураком Кутом на концерті, організованому ООН на території Кіпру. Після цього виступу Сакіса навіть звинувачували у зраді, та зрештою він був нагороджений міжнародною премією «Ipeksi prize» за розуміння і сприяння миру.
Випустивши 5 альбомів, Сакіс почав співпрацювати з звукозаписної компанією MINOS EMI. Випуск альбому 1998 року «Κάτι Από Μένα» був представлений епатажним живим концертом в одному з найбільших музичних магазинів Афін, диск став золотим, а пізніше — платиновим. У MINOS EMI Сакіс також записує кілька хітів із Пеггі Зіна, Антонісом Ремосом.

#### 2000−2004: 21ος Ακατάλληλος, Όλα Καλά, Το Χρόνο Σταματάω
У березні 2000 року Рувас випустив альбом «21ος Ακατάλληλοςs», що став двічі платиновим і довгий час займав перші місця в чартах. 25 жовтня 2000 року він почав виступати з Антонісом Ремосом і Пеггі Зіна.
Пізніше співпрацював з Фебосом і Desmond Child, у співпраці з ними випустив сингл «Disco Girl», що зміг стати великим хітом у Греції, отримавши статус платинового. На CD була записна також французька версія пісні. Взимку 2001 року виступав з Деспіною Ванді. У березні 2002 року здобув нагороду Pop Singer of the Year за сингл «Disco Girl», на вечірці з приводу нагородження виконав пісню «Όλα Καλά» (Все чудово). У червні 2002 року випустив восьмий альбом «Όλα Καλάa». Знову співпрацював з Фебосом і Desmond Child. Цей альбом вийшов у Франції, став золотим за 11 днів, платиновим за — 4 місяці. Пізніше став двічі платиновим.
У квітні 2003 року Рувас разом з Антонісом Ремосомом та Наною Мускурі виступають на Arion Awards. Того ж року Рувас стає представником стільникового компанії Vodafone Greece. Влітку він вирушив у велике турне по Греції, що завершилося великим концертом на сцені Театр Лікавіту 11 жовтня 2003 р. Майже одразу після гастролей вийшов дев'ятий альбом «Το Χρόνο Σταματάω» (Я зупиняю час).

#### Євробачення 2004 та Олімпіада 2004

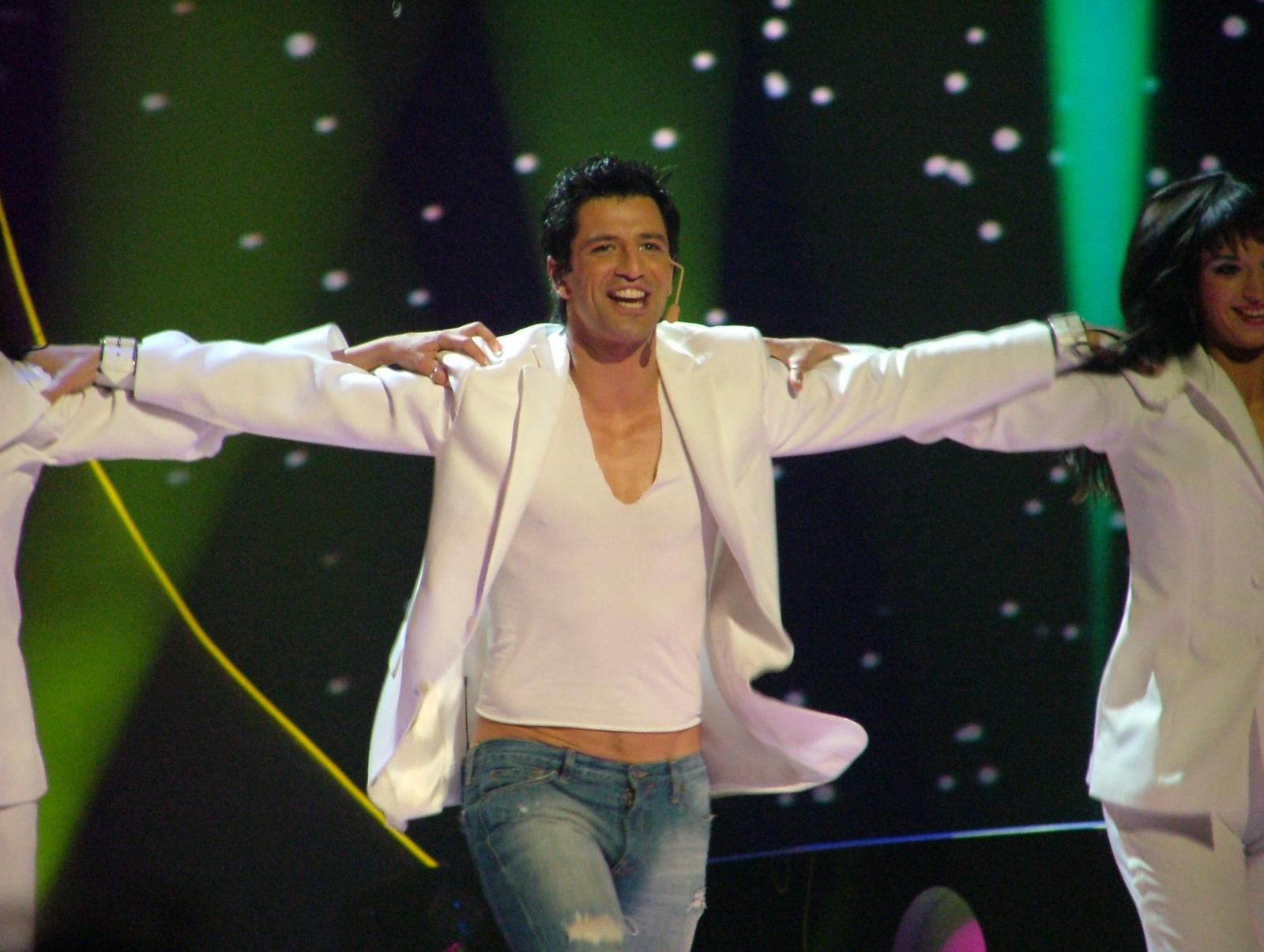
Сакіс Рувас на Євробаченні 2004

2004 року телеканал ERT у відборі вокалістів надав перевагу Рувасу, і він отримав право представляти Грецію на пісенному конкурсі Євробачення 2004 року з піснею «Shake It». Попередньо він отримав за неї Arion Music Awards, а також звання «Найкращий поп-співак» за альбом «Το Χρόνο Σταματάω». 12 травня Сакіс виконав пісню у півфіналі, а потім 15 травня і у фіналі Євробачення 2004, посівши третє місце із сумою балів — 252.
Пізніше виступав на Літніх Олімпійських іграх 2004 в Афінах, де виконав кілька грецьких народних пісень. Наприкінці 2004 заспівав дуетом з Філіпом Кіркоровим пісню «Se Thelo San Trelos» (Я хочу тебе, як божевільний). Пісня стала популярною в Росії, а кілька епізодів кліпу були зняті у Санкт-Петербурзі. Восени 2004 року Сакіс став спеціальним гостем на кількох концертах Нани Мускурі. Через два місяці виступав з Йоргосом Мазонакісом та Єленою Папарізу.

#### 2005−2008: Σ' έχω Ερωτευθεί, Υπάρχει Aγάπη Eδώ, Alter Ego (O.S.T) & This Is My Live, Ήρθες
5 квітня 2005 року здобув нагороду «CD Single with the Highest Sales of 2004» за сингл «Shake It». 6 квітня вийшов його десятий студійний альбом «Σ' έχω Ερωτευθείi», що за 5 місяців став платиновим, а пізніше тричі платиновим. За спонсорської підтримки Vodafone Greece Сакіс виступив з презентацією альбому в Іракліоні, Салоніках та Керкірі. 2005 року Сакіс здобув нагороду як найуспішніший за обсягами продажів грецький співак.
3 квітня 2006 р.оку виконав «Horis Kardia» на шоу Arion Music Awards, де він отримав нагороди у номінаціях «Найкращий поп-альбом» і «Найкращий поп-співак» за альбом «Σ' έχω Ερωτευθεί». У тому ж місяці продовжив договір з Vodafone Greece, а компанія Village Roadshow оголосила, що Сакіс буде зніматися в новому фільмі. У травні 2006 разом з Марією Менунос став ведучим конкурсу пісні Євробачення 2006 в Афінах. У півфіналі він виконав «Love shine a night» разом з Марією, а в фіналі «I'm in love with you». 6 грудня 2006 року вийшов одинадцятий альбом «Υπάρχει Aγάπη Eδώ». Цей альбом став двічі платиновим.
У травні 2007 року випущений фільм Alter Ego. Цей фільм став одним з найдорожчих у кіновиробництві Греції. Саундтрек «Zise Ti Zoi» до фільму був записаний Сакісом, і пізніше він став радіо-хітом. У березні разом з Деспіною Ванді виступив у клубі Boom в Салоніках. 10 вересня дає концерт на Лікавіті, який був 12 грудня виданий на CD та DVD під назвою «This is my live». Взимку 2007–2008 вирушає в тур Австралією та Північною Америцікою разом з Антонісом Ремосом. 3 грудня 2008 року вийшов черговий дванадцятий альбом співака під назвою «Ήρθες», продюсером якого став Дімітріс Контопулос.

#### 2009: Євробачення 2009, Duress, The X Factor

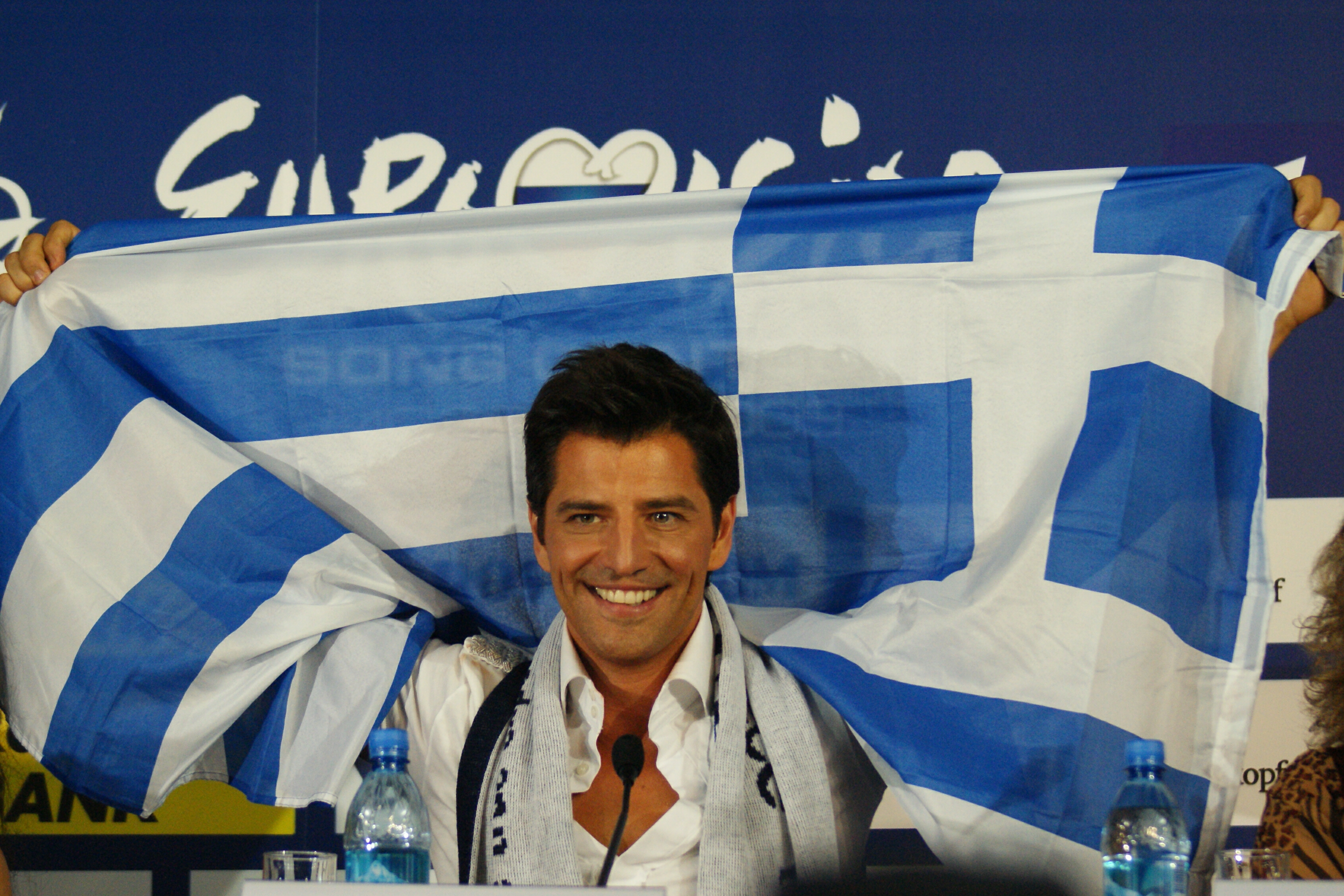
Сакіс Рувас на прес-конференції, Євробачення 2009

Ще у липні 2008 Сакіс у інтерв'ю Nitro Radio заявив, що має намір вдруге представляти Грецію на конкурсі Євробачення 2009 у Москві. 15 липня це було підтверджено телеканалом ERT. Композитором пісні «This is our night», з якою Сакіс, виступивши у другому півфіналі 14 травня, пройшов до фіналу, став Дімітріс Контопулос. Контопулос був також автором пісні Ані Лорак «Shady Lady», з якою вона посіла друге місце у Євробаченні 2008. Зрештою сам Рувас у фіналі опинився сьомим, набравши 120 балів. Співак і грецька аудиторія були вкрай розчаровані результатом, втім попри це Рувас отримав підтримку з боку громадськості та засобів масової інформації в багатьох країнах світу, вперше за історії виступів грецьких конкурсантів на Євробаченні, незалежно від того, якими високими були результати їх виступу.
27 березня 2009 року Маріанна Вардиноянніс призначила Сакіса Руваса президентом благодійного фонду «ЕЛЬПІДА» і послом доброї волі ЮНЕСКО. Спільно із загальногрецькою мережею фастфудів Goody's співак ініціював кампанію ArGOODaki, націлену на допомогу дітям, хворим на рак, а у березні 2010 року сам вніс пожертву в розмірі 300 тисяч євро.
У жовтні 2009 року Сакіс знову став ведучим талант шоу The X Factor (другого сезону). Паралельно взяв участь в озвученні мультфільму Планета 51 та наприкінці року дебютував як кіноактор в американському психологічному трилері «Duress», де виконав головну роль поряд із Мартіном Донованом.
1 липня 2009 року Рувас дав грандіозний концерт, квитки на який розкупили за лічені години, на історичному стадіоні Панатінаїкос. Концерт, що зібрав 40 тисяч глядачів, відбувся в підтримку програми з охорони довкілля та збереження архітектурних старожитностей. За цим виступом відбувся «Sakis Live Tour» десяма найбільшими містами Греції, він тривав з липня по вересень 2009 року. У жовтні 2009 року стартував другий сезон грецького талант-шоу The X Factor, ведучим якого знову став Сакіс. У зимовому сезоні 2009–2010 Рувас співав у щойно вдкритому власному клубі The S Club, виступи зірки супроводжували Тамта, Елефтерія Елефтеріу та американський реп-виконавець Gifted. Також він відкрив власний суші-ресторан EDO.

#### 2010–2013: Sakis Rouvas Collection, Παράφορα

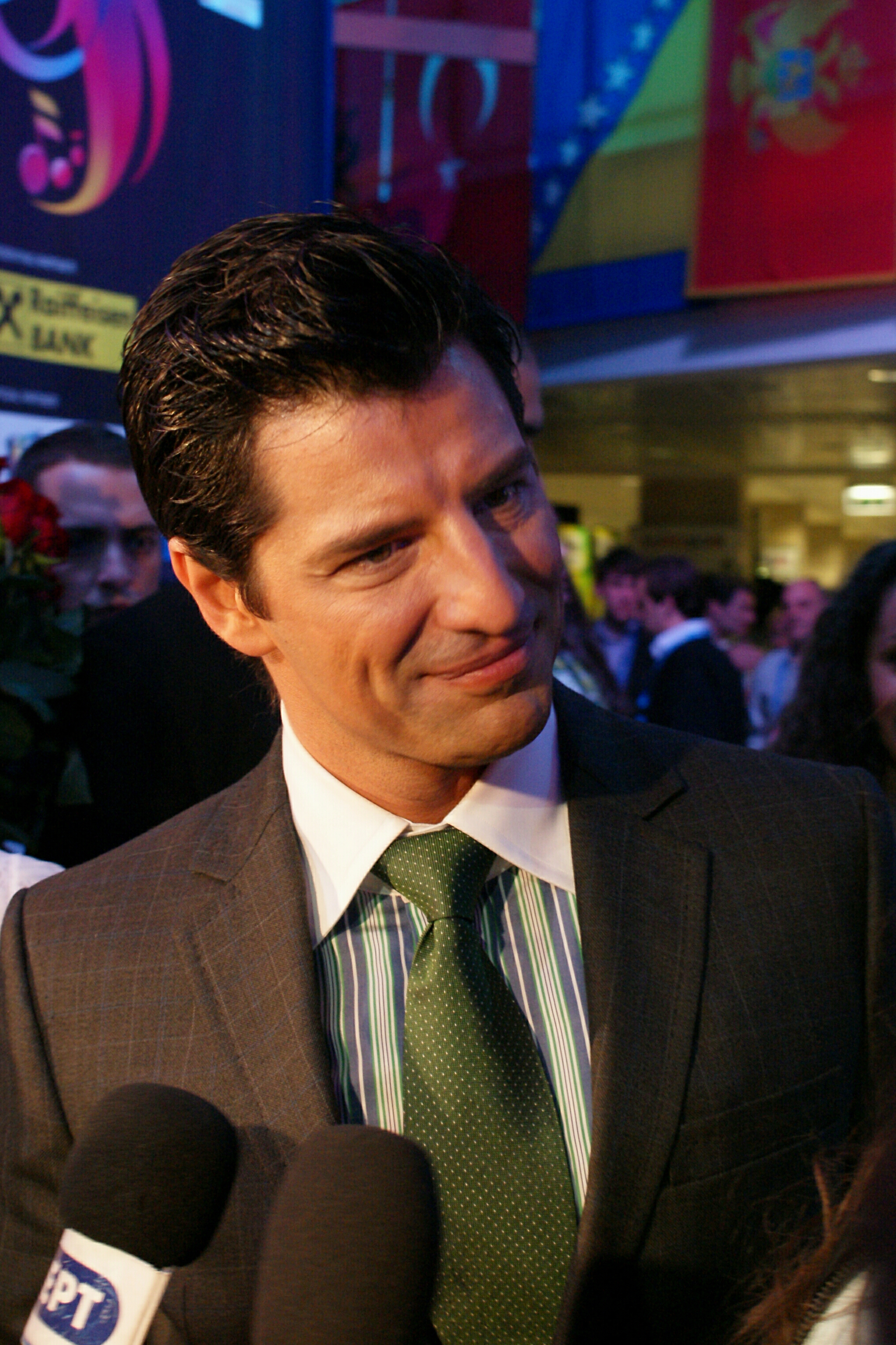
Рувас дає інтерв'ю телеканалу ERT у травні 2010 року

Взимку 2009–2010 року Рувас відкрив розважальний комплекс The S Club, де виступав спільно із Тамтою, Елефтерією Елефтеріу та грецьким репером Gifted. Він також відкрив суші-клуб EDO. Однак 2 березня невідомі підпалили його The S Club, грецька поліція підозрювала конкуруючих власників клубів, були і свідки, які також вказували на підпал. У квітні 2010 року Сакіс Рувас та його дружина Катя Зігулі стали власниками франшизи та власне 25 % акцій торгової марки Mariella Nails Body and Mind Care.
14 грудня 2010 року вийшов новий альбом Сакіса Руваса під назвою «Παράφορα». Альбом одразу посів першу сходинку в чарті IFPI Greece — Top 75 Albums. В перший тиждень здобув статус платинового. Перший сингл альбому «Σπάσε το Χρόνο» посів перше місце в усіх грецьких чартах, ставши четвертим синглом співака, що мав такий успіх. Пісня принесла співаку низку нагород: Balkan Music Awards, MAD Video Music Awards, MTV Europe Music Awards 2010, в тому числі у категорії Best European Act. Не менш гучний успіх мав другий сингл альбому «Εμένα Θες», який вийшов у травні 2010 року і посів 5 сходинку у змішаному чарті. Заглавна пісня альбому вийшла у жовтні і також в перші три тижні очолила головні грецькі чарти. Наприкінці 2010 року Рувас другий рік поспіль здобув звання Співака року та Статус чоловіка року.
У червні Рувас разом з братом Василісом заснував власну телевізійну компанію Sakis Rouvas Kinematografos EPE. 14 липня він закривав урочисте святкування національного дня Франції у її посольстві в Греції, виконавши французький та грецький гімни. 27 липня у Коринфі він презентував власну лінію одягу Sakis Rouvas Collection. У продаж колекція поступила 16 вересня у мережі Sprider Stores. Від 24 липня до 19 вересня тривав восьмий літній тур співака.
У зимовому сезоні виступів Сакіс Рувас співпрацював із Анною Віссі в Афінській Арені. Їх програма отримала назву Face2Face і розпочалася 15 жовтня. Телеканал ANT1 запропонував Рувасу бути ведучим і третього сезону талант-шоу The X Factor, перший ефір якого відбувся 29 жовтня. За роботу у цьому шоу Рувас здобув перемогу в номінації «Найкращий телеведучий 2011 року» у кіпрській премії Людина року.
2 лютого 2011 року Сакіс Рувас став одним із восьми артистів, запрошених виступити на першій презентації MadWalk, грецькому аналозі Fashion Rocks, де він взяв участь у показі Celia Kritharioti Haute Couture. Тоді ж був презентований четвертий сингл альбому під назвою «Oi dyo mas». Навесні він виступав в афінському клубі Thalassa, і після короткої перерви продовжив виступи у салонікському клубі Puli Axiou. Водночас офіційно було підтверджено, що у зимовій програмі в Афінській Арені також візьмуть участь гурт Onirama та співачка Елені Фурейра.
15 жовтня Сакіс Рувас та Катя Зігулі стали батьками вдруге. У них народився хлопчик. 21 жовтня 2011 року відбулася прем'єра щотижневого шоу «Underworld S Club» в Афінській Арені. Виступ співака супроводжували, як і було проанонсовано, Елені Фурейра та гурт Onirama,.
На початку 2012 року співак здобув найвищу нагороду від Johnnie Walker Людина року за благодійну діяльність, особливо за активну підтримку фонду «Ельпіда». У лютому 2012 року він вдруге взяв участь у показі колекції дизайнера Апостолоса Мітропулоса на MadWalk, де представив нову англомовну пісню «Bad Thing» з американським співаком Номі Руїз. На церемонії MAD Video Music Awards 2012 вперше відбулася прем'єра пісні «Tora», був номінований одразу у 4 номінаціях, здобувши перемогу як Найкращий виконавець року. У листопаді презентовано сингл Niose Ti Thelo.
Взимку 2012–2013 року Сакіс Рувас виступав на сцені Diogenis Studio разом з Ангелікою Іліаді та гуртом Melisses. Рувас представив унікальний музичний спектакль в стилі сучасного кабаре. Сакіс Рувас завершив свої виступи в Diogenis Studio 19 січня 2013 року. 25 червня 2013 року на церемонії MAD Video Music Awards здобув нагороду в номінації Найкращий виконавець року серед чоловіків і здобув перемогу в номінації Відеокліп року («Tora»). 2013 року Сакіс Рувас спробував себе в драматичній ролі, він грає роль Діоніса в «Вакханках» Евріпіда (режисер Дімітріс Лігнадіс). Протягом усього сезону літніх гастролей (липень, серпень, вересень) спектакль буде показаний в стародавніх театрах і сучасних амфітеатрах Греции. Завершаться гастролі показом вистави на сцені Одеона Ірода Аттичного 18, 19 серпня 2013 року . Взимку 2014 — 2015 Рувас виступає на сцені Pantheon Theater в Афінах .

## Дискографія
- 1991: Σάκης Ρουβάς
- 1992: Μην Aντιστέκεσαι
- 1993: Για Σένα
- 1994: Αίμα, Δάκρυα & Ιδρώτας
- 1996: Τώρα Αρχίζουν Τα Δύσκολα
- 1998: Κάτι Από Μένα
- 2000: 21ος Ακατάλληλος
- 2002: Όλα Καλά
- 2003: Remixes
- 2004: Το Χρόνο Σταματάω
- 2005: Σ' έχω Ερωτευθεί
- 2006: Live Βallads
- 2007: Υπάρχει Aγάπη Eδώ
- 2007: Alter Ego (O.S.T)
- 2007: This Is My Live
- 2008: Ήρθες
- 2010: Παράφορα